# Mercedes Peris i Minguet
Mercedes Peris i Minguet (València, 5 de gener de 1985) és una nedadora valenciana, especialitzada en els 50 metres esquena.
Des de 2004 fou medallista i finalista de diferents competicions internacionals com el Campionat d'Europa, el Campionat del Món o els Jocs del Mediterrani. Entrena i viu a la Residència Joaquim Blume de Madrid des de 2008. Va participar en els Jocs Olímpics d'Estiu de 2008, celebrats a Pequín, a la prova de 100 metres esquena. Al Campionat del Món de natació de 2013, celebrat a Barcelona, es classificà per a les proves de 50 i 100 metres esquena. En 50 m. esquena es classificà per a la final amb el tercer millor temps de les semifinals i establint un nou rècord espanyol amb una marca de 0:27.71.